# Golden Gala 2016
Navigation
Édition précédente Édition suivante
La meeting Golden Gala 2016 se déroule le 2 juin 2016 au Stade olympique de Rome, en Italie. Il s'agit de la cinquième étape de la Ligue de diamant 2016.

## Faits marquants
L'Éthiopienne Almaz Ayana établit la deuxième meilleure performance de tous les temps sur 5 000 m en parcourant la distance en 14 min 12 s 59, à 1 s 44 seulement du record du monde de sa compatriote Tirunesh Dibaba établi en 2008.

## Résultats

### Hommes
| Rang | Athlète             | Temps   | Points |
| ---- | ------------------- | ------- | ------ |
| 1    | Ameer Webb          | 20 s 04 | 10     |
| 2    | Aaron Brown         | 20 s 24 | 6      |
| 3    | Alonso Edward       | 20 s 25 | 4      |
| 4    | Christophe Lemaitre | 20 s 27 | 3      |
| 5    | Ramil Guliyev       | 20 s 42 | 2      |
| 6    | Roberto Skyers      | 20 s 54 | 1      |

| Rang | Athlète           | Temps        | Points |
| ---- | ----------------- | ------------ | ------ |
| 1    | Wayde van Niekerk | 44 s 19      | 10     |
| 2    | Bralon Taplin     | 44 s 43      | 6      |
| 3    | Isaac Makwala     | 44 s 85 (SB) | 4      |
| 4    | Abdalelah Haroun  | 45 s 05      | 3      |
| 5    | Vernon Norwood    | 45 s 17      | 2      |
| 6    | Kévin Borlée      | 45 s 35      | 1      |

| Rang | Athlète         | Temps              | Points |
| ---- | --------------- | ------------------ | ------ |
| 1    | Elijah Manangoi | 3 min 33 s 96      | 10     |
| 2    | Robert Biwott   | 3 min 34 s 21 (SB) | 6      |
| 3    | Ryan Gregson    | 3 min 34 s 27 (SB) | 4      |
| 4    | Silas Kiplagat  | 3 min 34 s 49      | 3      |
| 5    | Aman Wote       | 3 min 35 s 10      | 2      |
| 6    | Bethwell Birgen | 3 min 35 s 36      | 1      |

| Rang | Athlète                  | Temps              | Points |
| ---- | ------------------------ | ------------------ | ------ |
| 1    | Conseslus Kipruto        | 8 min 1 s 41 (WL)  | 10     |
| 2    | Jairus Birech            | 8 min 11 s 39      | 6      |
| 3    | Paul Kipsiele Koech      | 8 min 14 s 46      | 4      |
| 4    | Yoann Kowal              | 8 min 17 s 83 (SB) | 3      |
| 5    | Stanley Kipkoech Kebenei | 8 min 18 s 52 (PB) | 2      |
| 6    | Hillary Yego             | 8 min 19 s 01 (SB) | 1      |

| Rang | Athlète                 | Temps        | Points |
| ---- | ----------------------- | ------------ | ------ |
| 1    | Orlando Ortega          | 13 s 22      | 10     |
| 2    | Pascal Martinot-Lagarde | 13 s 29 (SB) | 6      |
| 3    | Andrew Pozzi            | 13 s 37      | 4      |
| 4    | Shane Brathwaite        | 13 s 64      | 3      |
| 5    | Wilhem Belocian         | 13 s 73 (SB) | 2      |
| 6    | Emanuele Abate          | 13 s 83      | 1      |

| Rang | Athlète            | Marque      | Points |
| ---- | ------------------ | ----------- | ------ |
| 1    | Bohdan Bondarenko  | 2,33 m (SB) | 10     |
| 2    | Robert Grabarz     | 2,30 m (SB) | 6      |
| 3    | Gianmarco Tamberi  | 2,30 m (SB) | 4      |
| 4    | Zhang Guowei       | 2,30 m      | 3      |
| 5    | Marco Fassinotti   | 2,27 m      | 2      |
| 6    | Mutaz Essa Barshim | 2,27 m (SB) | 1      |

| Rang | Athlète          | Marque | Points |
| ---- | ---------------- | ------ | ------ |
| 1    | Greg Rutherford  | 8,31 m | 10     |
| 2    | Marquise Goodwin | 8,19 m | 6      |
| 3    | Fabrice Lapierre | 8,18 m | 4      |
| 4    | Rushwal Samaai   | 8,16 m | 3      |
| 5    | Mike Hartfield   | 8,11 m | 2      |
| 6    | Wang Jianan      | 8,08 m | 1      |

| Rang | Athlète           | Marque       | Points |
| ---- | ----------------- | ------------ | ------ |
| 1    | Robert Urbanek    | 65,00 m      | 10     |
| 2    | Victor Hogan      | 64,03 m      | 6      |
| 3    | Robert Harting    | 63,96 m (SB) | 4      |
| 4    | Fedrick Dacres    | 63,50 m      | 3      |
| 5    | Daniel Ståhl      | 63,25 m      | 2      |
| 6    | Piotr Malachowski | 63,23 m      | 1      |

### Femmes
| Rang | Athlète            | Temps        | Points |
| ---- | ------------------ | ------------ | ------ |
| 1    | Elaine Thompson    | 10 s 87 (SB) | 10     |
| 2    | English Gardner    | 10 s 92      | 6      |
| 3    | Barbara Pierre     | 11 s 13      | 4      |
| 4    | Ivet Lalova-Collio | 11 s 15      | 3      |
| 5    | Desiree Henry      | 11 s 15      | 2      |
| 6    | Michelle-Lee Ahye  | 11 s 23      | 1      |

| Rang | Athlète            | Temps               | Points |
| ---- | ------------------ | ------------------- | ------ |
| 1    | Caster Semenya     | 1 min 56 s 64 (=WL) | 10     |
| 2    | Francine Niyonsaba | 1 min 58 s 20       | 6      |
| 3    | Lynsey Sharp       | 1 min 59 s 03 (SB)  | 4      |
| 4    | Renelle Lamote     | 1 min 59 s 23       | 3      |
| 5    | Marina Arzamasova  | 1 min 59 s 65 (SB)  | 2      |
| 6    | Habitam Alemu      | 1 min 59 s 79       | 1      |

| Rang | Athlète        | Temps                         | Points |
| ---- | -------------- | ----------------------------- | ------ |
| 1    | Almaz Ayana    | 14 min 12 s 59 (WL,DLR,MR,PB) | 10     |
| 2    | Mercy Cherono  | 14 min 33 s 95 (PB)           | 6      |
| 3    | Viola Kibiwot  | 14 min 34 s 39                | 4      |
| 4    | Senbere Teferi | 14 min 37 s 19                | 3      |
| 5    | Etenesh Diro   | 14 min 37 s 51 (PB)           | 2      |
| 6    | Yasemin Can    | 14 min 37 s 61 (PB)           | 1      |

| Rang | Athlète           | Temps        | Points |
| ---- | ----------------- | ------------ | ------ |
| 1    | Janieve Russell   | 53 s 96 (WL) | 10     |
| 2    | Wenda Nel         | 54 s 61 (SB) | 6      |
| 3    | Eilidh Doyle      | 54 s 81      | 4      |
| 4    | Cassandra Tate    | 55 s 35      | 3      |
| 5    | Oluwakemi Adekoya | 55 s 48      | 2      |
| 6    | Kaliese Spencer   | 55 s 51      | 1      |

| Rang | Athlète                | Marque       | Points |
| ---- | ---------------------- | ------------ | ------ |
| 1    | Ekateríni Stefanídi    | 4,75 m (=PB) | 10     |
| 2    | Nikoléta Kyriakopoúlou | 4,75 m (SB)  | 6      |
| 3    | Yarisley Silva         | 4,60 m (=SB) | 4      |
| 4    | Nicole Büchler         | 4,50 m       | 3      |
| 5    | Katie Nageotte         | 4,50 m       | 2      |
| 6    | Li Ling                | 4,45 m       | 1      |

| Rang | Athlète           | Marque        | Points |
| ---- | ----------------- | ------------- | ------ |
| 1    | Caterine Ibarguen | 14,78 m       | 10     |
| 2    | Olga Rypakova     | 14,51 m       | 6      |
| 3    | Shanieka Thomas   | 14,46 m       | 4      |
| 4    | Kimberly Williams | 14,38 m       | 3      |
| 5    | Liadagmis Povea   | 14,33 m (w)   | 2      |
| 6    | Olha Saladukha    | 14,18 m (=SB) | 1      |

| Rang | Athlète                   | Marque       | Points |
| ---- | ------------------------- | ------------ | ------ |
| 1    | Valerie Adams             | 19,69 m (SB) | 10     |
| 2    | Anita Márton              | 18,98 m      | 6      |
| 3    | Aliona Dubitskaya         | 18,38 m (SB) | 4      |
| 4    | Cleopatra Borel           | 18,36 m      | 3      |
| 5    | Tia Brooks                | 18,24 m      | 2      |
| 6    | Jillian Camarena-Williams | 18,06 m      | 1      |

| Rang | Athlète              | Marque  | Points |
| ---- | -------------------- | ------- | ------ |
| 1    | Sunette Viljoen      | 61,95 m | 10     |
| 2    | Madara Palameika     | 61,92 m | 6      |
| 3    | Christin Hussong     | 61,21 m | 4      |
| 4    | Christina Obergföll  | 59,98 m | 3      |
| 5    | Tatsiana Khaladovich | 59,86 m | 2      |
| 6    | Barbora Špotáková    | 59,82 m | 1      |

## Légende
Records et Performances
- AR : Record continental (area record)
- CR : Record des championnats (championship record)
- MR : Record du meeting (meet record)
- NR : Record national (national record)
- OR : Record olympique (olympic record)
- PR : Record paralympique (paralympic record)
- PB : Record personnel (personal best)
- SB : Meilleure performance personnelle de la saison (season's best)
- WL : Meilleure performance mondiale de l'année (world leader)
- WJR : Record du monde junior (world junior record)
- WR : Record du monde (world record)

Circonstances et Conditions
- DNF : N'a pas terminé (did not finish)
- DNS : N'a pas pris le départ (did not start)
- DQ : Disqualification (disqualification)
- NM : Aucun essai valable enregistré (No Mark)
- Q : Qualifié « directement » au prochain tour (ou à la prochaine compétition), lors d'une compétition majeure, grâce au classement ou à la réalisation des minima (automatic qualifier)
- q : Qualifié au prochain tour (ou à la prochaine compétition), lors d'une compétition majeure, grâce au repêchage ou à la réalisation de l'une des meilleures performances parmi celles des « non qualifiés directement » (grâce au meilleur temps ou à la meilleure distance par exemple) (secondary qualifier)